# شعار اتحاد المغرب العربي
شعار اتحاد المغرب العربي، هو الشعار التي تستخدمه الأمانة العامة للاتحاد. ويتكون من خريطة لدول المنطقة مع نبتة خضراء في اليمين وسنبلة قمح في اليسار.

## مواقع خارجية
- الموقع الرسمي